# Klaudia Medlová
Klaudia Medlová, née le 26 octobre 1993, est une snowboardeuse slovaque spécialiste de slopestyle et de big air. 

## Carrière
Elle obtient son premier podium en Coupe du monde à Kreischberg en mars 2014, un an après ses débuts. Lors des Championnats du monde 2015, elle remporte la médaille de bronze au concours de slopestyle.

## Palmarès

### Championnats du monde
| Édition/Discipline          | slopestyle | big air |
| Mondiaux 2011 à La Molina   | 8e         |         |
| Mondiaux 2015 à Kreischberg | Bronze     | 5e      |

### Coupe du monde
- Meilleur classement en freestyle : 2e en 2015.
- Meilleur classement en slopestyle : 2e en 2015.
- Meilleur classement en big air : 3e en 2019.
- 7 podium : 1 seconde place et 7 troisièmes places.